# It's Working
It's Working è un singolo del gruppo musicale statunitense MGMT, pubblicato nel 2010 ed estratto dal loro secondo album in studio Congratulations.

## Tracce
Download digitale
1. It's Working (Air remix) – 4:31
2. It's Working (Violens remix) – 4:02

## Formazione
- Andrew VanWyngarden – voce, chitarra, basso
- Ben Goldwasser – synth, samples, omnichord
- James Richardson – chitarra
- Matt Asti – chitarra
- Will Berman – batteria
- Britta Phillips – voce
- Gillian Rivers – archi